# Tomáš Káňa
Tomáš Káňa (ur. 29 listopada 1987 w Opawie) – czeski hokeista.
Jego brat Jan (ur. 1990) także został hokeistą.

## Kariera
- HC Vítkovice U18 (2002-2004)
- HC Vítkovice U20 (2003-2005)
- HC Vítkovice (2005-2007)
  -  BK Mladá Boleslav (2007)
  -  HC Slovan Ústečtí Lvi (2008)
  -  HC Poruba (2008)
- Alaska Aces (2008-2009)
- Peoria Rivermen (2008-2009)
- Columbus Blue Jackets (2009)
- Syracuse Crunch (2009-2010)
- Springfield Falcons (2010-2011)
- HC Vítkovice (2011-2012)
  -  HC Energie Karlowe Wary (2012)
  -  Piráti Chomutov (2013)
  -  HC Orlova (2013)
- Arystan Temyrtau (2013-2014)
- Cracovia (2014)
- HC Prostějov (2014)
- EHC Klostersee (2014)
- MsHK Žilina (2014-2015)
- Swindon Wildcats (2015)
- HC Frýdek-Místek (2015-2016)
  -  HC Oceláři Trzyniec (2015)
- HSC Csíkszereda (2016-2017)
- HC Poruba (2017-2018)
- Zagłębie Sosnowiec (2018-2019)
- Milton Keynes Lightning (2019-)
- HK Nový Jičín (2021-2022)
- HK Opava (2022-)

Wychowanek HC Vítkovice. Występował w zespołach juniorskich klubu i w seniorskiej drużynie w ekstralidze, a także był wypożyczany. W międzyczasie w 2006 był draftowany do kanadyjskich rozgrywek juniorskich przez klub Owen Sound Attack (jednak nie zagrał tam), a w drafcie NHL z 2006 został wybrany przez St. Louis Blues jako pierwszy zawodnik w drugiej rundzie wyboru. Od 2008 do 2011 przebywał w USA i w tym czasie grał w ligach ECHL, AHL, a także rozegrał sześć meczów w lidze NHL w barwach Columbus Blue Jackets. Od 2011 ponownie występował w macierzystym HC Vítkovice, ponadto był wypożyczany. Od października 2013 zawodnik Arystana Temyrtau w. Na przełomie sierpnia i września 2014 zawodnik Cracovii, wraz z którą zdobył Superpuchar Polski. W październiku podpisał kontrakt na pięć meczów z HC Prościejów. Od końca października do grudnia 2014 zawodnik EHC Klostersee na zasadzie próby. Od końca grudnia 2014 zawodnik MsHK Žilina. Od stycznia do czerwca 2015 zawodnik Swindon Wildcats. Od 2015 do 2016 zawodnik HC Frýdek-Místek, w tym kapitan drużyny. Od końca listopada zawodnik rumuńskiego HSC Csíkszereda. Od sierpnia 2017 ponownie zawodnik HK Poruba. Od sierpnia 2018 do maja 2019 był zawodnikiem Zagłębia Sosnowiec. W czerwcu 2019 został graczem Milton Keynes Lightning. W sierpniu 2021 ogłoszono jego transfer do HK Nový Jičín. W lipcu 2022 przeszedł do HK Opava w rodzinnym mieście.
Uczestniczył w turniejach mistrzostw świata juniorów do lat 18 w 2005 oraz mistrzostw świata juniorów do lat 20 w 2006, 2007.

## Sukcesy
Klubowe
- Mistrzostwo dywizji w sezonie zasadniczym ECHL: 2009 z Alaska Aces
- Bruce Taylor Trophy – mistrzostwo konferencji zachodniej w fazie play-off ECHL: 2009 z Alaska Aces
- Finał ECHL o Kelly Cup: 2009 z Alaska Aces
- Utrzymanie w ekstralidze czeskiej po kwalifikacjach: 2013 z Piráti Chomutov
- Brązowy medal mistrzostw Kazachstanu: 2014 z Arystanem Temyrtau
- Superpuchar Polski: 2014 z Cracovią

Indywidualne
- Ekstraliga czeska w hokeju na lodzie (2006/2007): pierwsze miejsce w klasyfikacji kanadyjskiej wśród juniorów w sezonie zasadniczym: 15 punktów